# هيلوتس

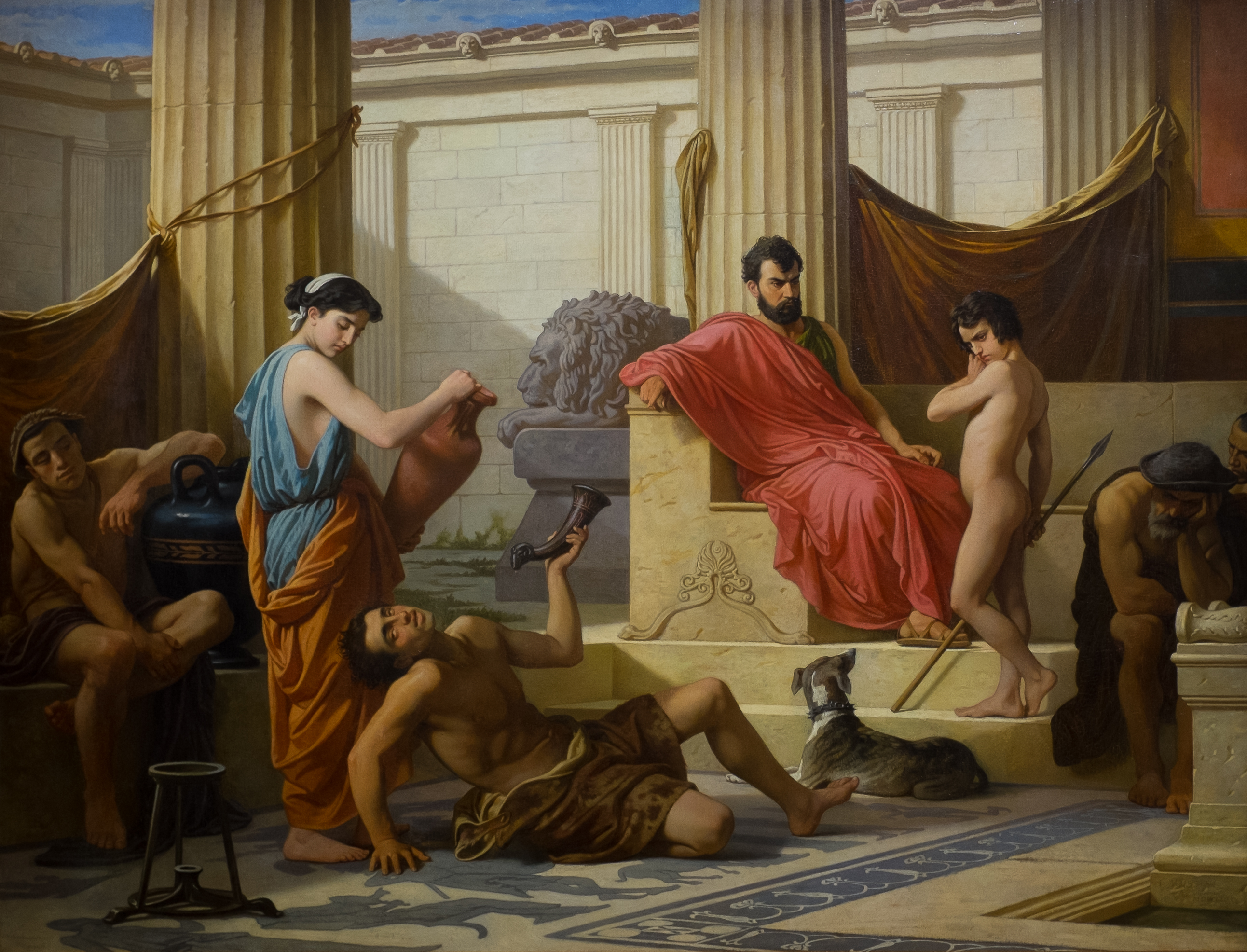

الهيلوتس (باليونانية: εἵλωτες)‏ هي طبقة العبيد في إسبرطة القديمة.
اشتقت الكلمة في العصر القديم من بلدة هيلوس في لاكونيا، لكن من المحتمل أكثر أن تكون مرتبطة بكلمة أوس أو المستنقع، أو بجذور أيون أو الأسر. ويعتقد بعض العلماء بأنهم كانوا من العرق الأخي، لكنهم من المحتمل أكثر أنهم كانوا السكان الأصليين لإقليم لاكونيا الذين استعبدهم الأخيون قبل الغزو الدوري. تحول الميسينيون المهزومون إلى منزلة الهيلوت بعد الحرب الميسينية الثانية، وحررهم إبامينونداس بعد ثلاثة قرون عندما انتصر في معركة ليوكترا (371 قبل الميلاد).
كان الهيلوتس عبيد الدولة ومقيدين بالأرض وكلفهم الأفراد الإسبرطيين بمهمة حرث أملاكهم؛ ولم يتمكن سادتهم من إعتاقهم أو بيعهم عن الأرض، وكانوا تحت قسم ألا يرفعوا الإيجار الواجب دفعه سنويا من قبل الهيلوت. وفي زمن الحرب خدموا كقوات تحمل السلاح الخفيف أو كمجذفين في الأسطول؛ ومن زمن الحرب البيلوبونيسية وبعدها استخدموا من حين لآخر كمشاة بالأسلحة الثقيلة، ومن أظهر الشجاعة تمت مكافأته بالإعتاق. وما لا يمكن الشك فيه أن الموقف العام للإسبرطيين نحوهم كان الارتياب والقسوة. يقول أرسطو بأنه في كل سنة يعلن المجلس الحاكم، عند استلامه المنصب، الحرب على الهيلوت لكي يموتوا في أي وقت بدون انتهاك تورع ديني، ووصلنا سجل مثبت جيدا أورده ثوكيديدس عن ألفين من الهيلوتس تم تحريرهم للخدمة في الحرب وبعد ذلك تم اغتيالهم سرا. لكن بالنظر إلى قيمة الهيلوت من وجهة نظر عسكرية وزراعية فليس من السهل التصديق بأن مؤسسات الدولة الإسبرطية (مثل الكريبتيا) قد تقوم بهذه القرارات على بشكل دائم، وبالشكل الذي يصوره بعض الكتاب.
ما بين طبقتي الهيلوتس والإسبرطيين الأحرار كانت تتوسطهما طبقتان، هما النيوداميديين νεοδαμώδεις والموثونيين μόθωνες. والأولى تتشكل من الهيلوتس المعتقين، أو من المحتمل أنهم يتشكلون من أحفادهم، وكثيرا ما كانوا يشاركون في الحروب من نهاية القرن الخامس؛ خدموا بالأخص في الحملات الأجنبية، ومن هؤلاء ثيبرون (400 – 399 قبل الميلاد) وأجيسلاوس (396 – 394 قبل الميلاد) في آسيا الصغرى. الموثونيون أو الموثاكيون كانوا عادة من أبناء الإسبرطيين الأحرار وأمهات من الهيلوت؛ وكانوا رجالا أحرارا يشتركون في تدريبات الإسبرطيين، لكنهم لم يكونوا مواطنين كاملين، مع أنهم قد يصبحون كاملين كاعتراف بجدارتهم وأهليتهم.